# Brahim Benzaza
Brahim Benzaza (en arabe : ابراهيم بن زازة), né le 8 avril 1997 à Mostaganem (Algérie), est un footballeur algérien, évoluant au poste de Milieu défensif à l'USM Alger.

## Biographie
Le 12 septembre 2021, Brahim Benzaza rejoint l'USMA pour deux saisons après avoir été convoité par de nombreux clubs,. Le 3 juin 2023, Benzaza a remporté le premier titre de sa carrière de footballeur en remportant la Coupe de la Coupe de la confédération 2022-2023 après avoir battu les Young Africans SC de Tanzanie. En fin de contrat Benzaza a décidé de signer chez le voisin MC Alger, avant de se rétracter sur les conseils de Samir Zaoui, qui lui a demandé de renouveler son contrat. Hakim Hadj Redjem président du MC Alger qui dit détenir le dossier de l'engagement du joueur pour un contrat de deux saisons. Malgré cela, Benzaza a renouvelé son contrat pour trois saisons. Où la LFP a annoncé que le joueur était qualifié pour l'USM Alger jusqu'en 2026. Le 15 septembre 2023, Benzaza a remporté le titre de la Supercoupe de la CAF après sa victoire contre Al Ahly SC, c'est le deuxième titre africain avec l'USM Alger en trois mois.

## Statistiques

### En club
| Saison                | Club                  | Championnat           | Championnat | Championnat | Championnat | Coupe nationale | Coupe nationale | Coupe nationale | Coupe de la Ligue | Coupe de la Ligue | Coupe de la Ligue | Compétition(s) continentale(s) | Compétition(s) continentale(s) | Compétition(s) continentale(s) | Compétition(s) continentale(s) | Supercoupe CAF | Supercoupe CAF | Supercoupe CAF | Total | Total | Total |
| Saison                | Club                  | Division              | M.          | B.          | P.d.        | M.              | B.              | P.d.            | M.                | B.                | P.d.              | Comp.                          | M.                             | B.                             | P.d.                           | M.             | B.             | P.d.           | M.    | B.    | P.d.  |
| 2018-2019             | ES Mostaganem         | Ligue 2               | 10          | 0           | 0           | -               | -               | -               | -                 | -                 | -                 | -                              | -                              | -                              | -                              | -              | -              | -              | 10    | 0     | 0     |
| 2019-2020             | ASO Chlef             | Ligue 1               | 19          | 0           | 1           | 2               | 0               | 0               | -                 | -                 | -                 | -                              | -                              | -                              | -                              | -              | -              | -              | 21    | 0     | 1     |
| 2020-2021             | ASO Chlef             | Ligue 1               | 30          | 3           | 2           | -               | -               | -               | 1                 | 0                 | 0                 | -                              | -                              | -                              | -                              | -              | -              | -              | 31    | 3     | 2     |
| Sous-total            | Sous-total            | Sous-total            | 49          | 3           | 3           | 2               | 0               | 0               | 1                 | 0                 | 0                 | -                              | -                              | -                              | -                              | -              | -              | -              | 52    | 3     | 3     |
| 2021-2022             | USM Alger             | Ligue 1               | 23          | 1           | 2           | -               | -               | -               | -                 | -                 | -                 | -                              | -                              | -                              | -                              | -              | -              | -              | 23    | 1     | 2     |
| 2022-2023             | USM Alger             | Ligue 1               | 16          | 1           | 2           | -               | -               | -               | -                 | -                 | -                 | C2                             | 11                             | 0                              | 2                              | -              | -              | -              | 27    | 1     | 4     |
| 2023-2024             | USM Alger             | Ligue 1               | 17          | 3           | 5           | 3               | 0               | 0               | -                 | -                 | -                 | C2                             | 8                              | 1                              | 1                              | 1              | 0              | 0              | 29    | 4     | 6     |
| 2024-2025             | USM Alger             | Ligue 1               | 16          | 2           | 1           | 3               | 0               | 2               | -                 | -                 | -                 | C2                             | 8                              | 0                              | 1                              | -              | -              | -              | 27    | 2     | 4     |
| Sous-total            | Sous-total            | Sous-total            | 72          | 7           | 10          | 6               | 0               | 2               | -                 | -                 | -                 | -                              | 27                             | 1                              | 4                              | 1              | 0              | 0              | 106   | 8     | 16    |
| Total sur la carrière | Total sur la carrière | Total sur la carrière | 121         | 10          | 13          | 8               | 0               | 2               | 1                 | 0                 | 0                 | -                              | 27                             | 1                              | 4                              | 1              | 0              | 0              | 158   | 11    | 19    |

## Palmarès
USM Alger
- Coupe de la confédération (1) :
  - Champion : 2023.

- Supercoupe de la CAF (1) :
  - Champion : 2023.